# Репербан
Ре́пербан или Рипербан (нем. Reeperbahn, Канатная дорога) — улица в Гамбурге, в районе Санкт-Паули. Центр ночной жизни Гамбурга, квартал красных фонарей. Немцы также называют её die sündige Meile (Греховная миля).
На улице находятся рестораны, ночные клубы, кафе, дискотеки и бары. Есть также секс-шопы, стрип-клубы, публичные дома, секс-музеи и т. п.
Самой известной достопримечательностью улицы является Davidwache, полицейский участок, расположенный на южной стороне Репербана. Уличная проституция здесь является легальной в определённое время суток.
На Репербане есть участки, куда запрещён вход детям и женщинам.
Именно в клубах Репербана «The Beatles», ставшие позже известными на весь мир, начинали свою карьеру. В одном из кабаре, в боковой улочке, примыкающей к Репербану, находится музей «ливерпульской четверки».